# 鬼室神社
鬼室神社（きしつじんじゃ）とは、滋賀県蒲生郡日野町小野にある神社である。

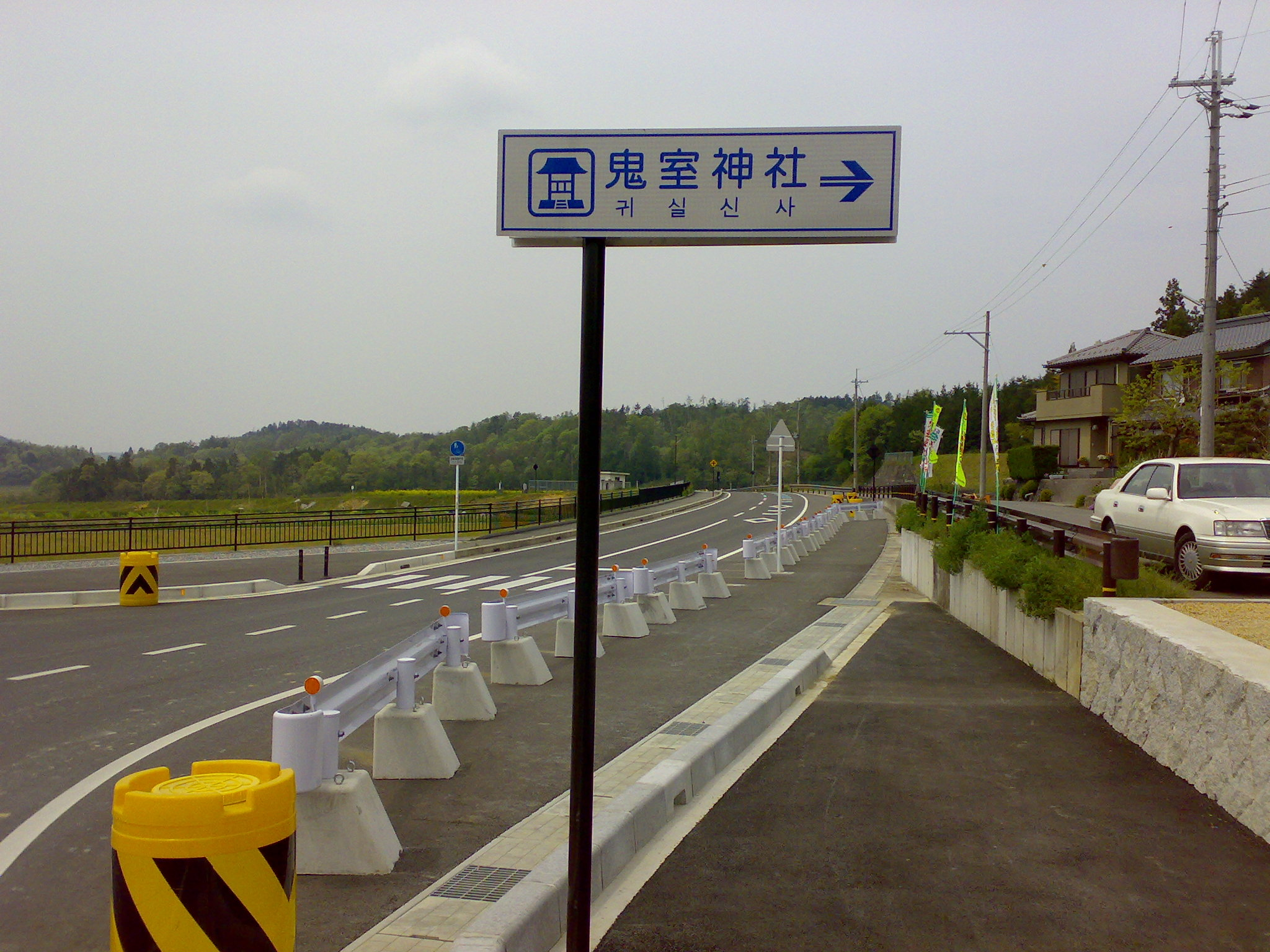
ハングル併記の案内標識

そもそもの起こりは、正長2年(1429年)の社殿造営の棟札によれば、尺一道人がこの地に不動堂を建てたことにある。
また、『興福寺領近江国蒲生郡長寸郷奥津野保左久良十七郷摠絵図』(元図は文亀元年:1501年成立)によれば、「大内蔵人時頼墓」であった。
文化3年(1806年)、仁正寺藩医の西生懐忠が、不動堂の横にあった八角の石柱（当時は人魚塚と呼ばれていた）を調査し、鬼室集斯の墓碑であるとした。
一時的な参拝ブームは発生したものの、「其墓のありと云ふ東桜谷村の長人等にはかりしに、『ながく其わたりに住ひつれど、かかる墓あることを耳にしたることなし』とて訝り怪しめるもをかし」とあるとおり、現地古老の間でも鬼室集斯の墓の伝承は無名な存在だった。
明治時代に入り、神仏分離令によって、不動堂は「西宮神社」と改名し、軻遇突智命を祭神とした。
蒲生郡長であった遠藤宗義は、岡部大人(滋賀県多賀神社宮司)より「鬼室集斯といへりし学士の古き墳墓の埋もれありと聞く、いかにもして捜しもとめ世に顕してよ」と求められ、明治36年(1903年)に『鬼室集斯墓碑考』を著し、その存在を世に知らしめた。
ここに至り、鬼室集斯が西宮神社に合祀された。
1950年（昭和30年）に墓碑にちなんで鬼室神社と名付けられた。
墓碑の材質は、地元の石小山産の黒雲母花崗岩である。
鬼室集斯は7世紀の百済からの渡来人で、近江国蒲生郡に移住したと『日本書紀』の記録がある人物である。父の鬼室福信が大韓民国扶餘郡恩山面にある恩山別神堂に祀られていることから、日野町と恩山面は1990年に姉妹都市協定を結び、交流活動が行われている。そのため、神社の案内板などには韓国語が併記されている。

## 墓碑銘の真贋について
鬼室集斯墓碑の真贋について、胡口靖夫『近江朝と渡来人-百済鬼室氏を中心として』,雄山閣出版,1996では、以下の理由から「偽銘の蓋然性が高い」としている(p58)。
1. 古代の墓碑・墓誌銘に見える死亡記事の表記を見ると「殂」「歿」「殞」の用例がないこと(p55)
2. 古代の墓碑・墓誌銘には、その造立関係者に「庶孫」という表記が見当たらないこと(p58)
3. 「朱鳥三年/戊/子」という、干支を細字で横に割り書きした紀年銘の記載形は天慶九年(946年)のものが最古であるが、一般的になるのは鎌倉時代であること(p55～56)

造立年代については、「碑が八面体であること」「紀年銘の形式」から、「平安時代後期から鎌倉時代後期の可能性がかなり高い」(p59～63)としながらも、「民間信仰や石造美術の面からの考察をも加味すると、墓碑は中世、なかんずく室町時代に造立されたと考えたほうがよいのではないか」(p112)ともしている。
『大安寺資財録抜書』(成立は中世以降)には、現在の滋賀県野洲市大篠原に鬼室集斯墓があったことが記されている。
財団法人滋賀文化財保護協会は、「仮に百歩譲って、墓碑やこの記述が作為的に捏造されたものだとしても鬼室集斯と大字小野を結びつける何かがあったからだと考えるべきである。それが単なる伝承であろうともよいわけで、鬼室集斯を祭神とした鬼室神社が日野町大字小野にあるという事実だけで十分である。この事実によって大韓民国恩山面と国際交流が成立したのであり、墓碑の真偽にかかわらず今後も両国のさらなる親交を深めてゆくべきであると考える」としている。

## アクセス
- JR東海道本線（琵琶湖線）および近江鉄道八日市線（万葉あかね線）近江八幡駅より近江鉄道バス（北畑口行き）で桜川駅停留所下車、同停留所で日野町営バス（原行き）に乗り継いで鬼室神社前停留所下車、徒歩すぐ。